# Павловський Гліб Олегович
Гліб Оле́гович Павло́вський (5 березня 1951, Одеса — 26 лютого 2023, Москва) — російський прокремлівський політтехнолог та маніпулятор суспільною думкою, публіцист, видавець; за освітою «історик». На початку своєї кар'єри ще студентом інформатор та провокатор КДБ. Згодом визначний «архітектор» та ідеолог путінської політичної системи, розробник 
«виборчіх технологій» на виборах президента РФ у 1996 та особливо 2000 року, один з авторів концепції «суверенної демократії». У 2000—2011 рр. радник адміністрації В. Путіна, відповідав в тому числі за «український напрямок». Активно діяв проти української держави та демократії, автор так званої концепції «існування українців 3-х сортів». У 2004 на чолі групи московських політтехнологів приїздив до Києва і активно втручався у вибори президента України на користь В. Януковича, намагався протидіяти Помаранчевій революції.
Після відставки у 2012 поступово під кінець життя став критиком Путіна з консервативних позицій.

## Біографія
Народився в Одесі в сім'ї інженера-будівельника.
В 1968–73 роках — навчання на історичному факультеті Одеського університету. В студентські роки — учасник створеного у 1971 році гуртка-комуни «Суб'єкт Історичної Діяльності» («СІД») — провідника «духа 68-го року»: «Я вважав себе чимось на кшталт дзен-марксиста». В 1969 був виключений із комсомолу «за анархізм і лівоекстремістський ухил».
До 1974 року працював вчителем у україномовній школі у селі Бірносове Одеської області.
Вперше зіткнувся З КДБ в 1974 році — у справі про розповсюдження забороненої літератури та самвидаву: «Слідчі були професіональними, жорсткими тренерами». Дав свідчення проти видавця та поширювача самвидаву В'ячеслава Ігрунова, з яким він познайомився у вересні 1971 року. Засвідчив, що брав у Ігрунова книги Олександра Солженіцина, Марини Цвєтаєвої та номери журналу «Хроніка поточних подій». На Павловського слідчим КДБ вказав його викладач, історик Вадим Алексєєв-Попов, у якого після доносу під час обшуку на дачі знайшли книгу «Архіпелаг ГУЛАГ», яку Павловський взяв для нього в Ігрунова. На засіданні у березні 1976 року відмовився від своїх свідчень. і їх довелося виключити. Суд виніс Павловському лише офіційне застереження, крім того, він більше не міг працювати в школі.
Після суду вирішив остаточно піти у дисидентський рух та переїхав до Москви, де часто бував з 1972 року та тісно зійшовся з Михайлом Гефтером: «Ми біографічно зрослись; з тих пір я відчував себе ліричним героєм його ідей».
З 1976 року по 1982 рік працював столяром, робітником на лісоповалі.
В 1978—80 роках — один з співредакторів «Вільного московського журналу ПОШУКИ». Але для Павловського «живописне безперебування дисидентства обернулась несмаком — погоні, хованки, жінки, весь цей Дюма, за якого люди розплачуються один одним, у всьому звинувачуючи „владу“. Нових ідей ніяких; виїжджати із країни соромно; далі йти нікуди. Звірине відчуття тупика — закупореність у власній біографії. Я вирішив бігти з біографії».
Олена Боннер: «Я оцінила Павловського по повній його вартості в 1980 або 1981 році, коли він давав в ДБ свідчення на Івана Ковальова, сина Сергія Ковальова, і на жінку Івана Ковальова — Таню Осипову. Вище я його оцінювати не хочу: для мене він оцінений з тих часів».
У квітні 1982 року арештований за звинуваченням у виданні журналу «Пошуки», хоча він на той момент вже не виходив півтора року. В очікуванні суду провів рік у Бутирській тюрмі. іЗадля пом'якшення вироку визнав себе винним, засудив видання журналу та його співзасновника Петра Абовіна-Єгідеса, який на той час жив у Франції. На суді заявив, що його діяльність була протиправною. Замість таборів отримав п'ять років заслання, термін було зменшено до трьох років з урахуванням часу, проведеного у тюрмі. На заслання був відправлений до Троїцько-Печорська в Комі АРСР, працював тамкочегаром та маляром: «Я жив в стані якогось державницького шаленства, писав в Політбюро і в КДБ трактати про те, як врятувати СРСР, вперто називаючи його „Росією“. Місцевий алкоголік-оперуповноважений читав їх і підшивав до моєї справи. Так ми переписувалися з історією». Після закінчення терміну 25 грудня 1985 року повернувся до Москви.
Був одним із засновників першої в Росії легальної політичної опозиційної організації — «Клуб соціальних ініціатив» (КСІ), що виникла у Москві у вересні 1986 року. Пізніше недовго брав участь у новоствореному Московському народному фронті.
В 1987 році — серед ідеологів і засновників інформаційного кооперативу «Факт».
У 1989—1993 pоках — засновник і директор інформаційного агентства «Постфактум», головний редактор журналу «Століття XX і світ». Член клуба «Перебудова» (Москва).
У 1991—1992 — заступник голови правління Видавничий дім «Комерсант».
В жовтні 1993 року виступив проти указу № 1400. Противник програми приватизації Анатолія Чубайса.
В 1994—1995 — редактор і видавець квартальника «Межі влади».
В 1995—1996 — засновник і співредактор журналістського огляду «Середа».
З 1995 року — співзасновник і директор «Фонду ефективної політики». Першим проектом ФЕП стала підготовка у 1995 році парламентської виборчої кампанії «Конгресу російських громад», цей рух не зміг подолати 5-відсотковий бар'єр. У 1996 ФЕП відповідав за роботу зі ЗМІ та підготовку аналітичних матеріалів для виборчого штабу Бориса Єльцина на виборах президента РФ. У 2000 та 2004 роках Фонд участь в організації виборних кампаній Володимира Путіна.На президентських виборах в Україні в 2004 році підтримував Віктора Януковича і агітував за його кандидатуру. Організував т. зв. Український екзит-пол, але в день другого туру, 21 листопада 2004 року, припинив його роботу під приводом нерепрезентативності опитування виборців на виході з дільниць. Навесні 2011 р. адміністрація президента РФ розірвала контракт із ФЕПом, 2021 року ФЕП було виключено з єдиного державного реєстру юридичних осіб.
З жовтня 2005 по квітень 2008 року — ведучий програми «Реальна політика» на НТВ. Перед інавгурацією президента Дмитра Медведєва в квітні 2008 року програму закрили.
З 2012 року перейшов на бік російської політичної опозиції і артикулював ліберальні політичні погляди.
Помер 26 лютого 2023 року у Москві у хоспісі після тривалої важкої хвороби.

## Діяльність проти України
Павловський прибув до Києва напередодні виборів президента України 2004 на чолі цілої бригади російських радників та політтехнологів, серед них такі як: директор Інституту політичних досліджень Сергій Марков, президент московского Фонду «Політика» В'ячеслав Никонов, галерист та піарщик Марат Гельман, Станіслав Бєлковський та інші.
Павловський після перемоги Майдану та поразки Януковича:
| «Шкоду виборчій кампанії <Януковича> завдала революція, якій вчасно не дали в мордуОригінальний текст (рос.) Вред избирательной кампании [Януковича] нанесла революция, которой вовремя не дали в морду. [14] |

## Посади і пости
- Директор «Фонду ефективної політики»
- Головний редактор і видавець «Російського журналу»
- Директор «Російського інституту»
- Радник Керівника Адміністрації Президента РФ (до квітня 2011)

## Нагороди
25 липня 1996 року. Розпорядженням № 396-рп Президента Бориса Єльцина отримав подяку за активну участь в організації і проведенні його виборної кампанії.
У 2008 році нагороджений медаллю ордена «За заслуги перед Отечеством» II ступеня.

## Сім'я
Перша дружина — Ольга Гапєєва, поетеса, студентка істфаку, розлучилися у 1976 році. У цьому шлюбі народився син Сергій.
Розлучений, був у шлюбі чотири рази, всього мав шість дітей.

## Про нього
- Валерія Новодворська:

| «Це людина дуже розумна і дуже підла»Оригінальний текст (рос.) «Это человек очень умный и очень подлый»[17] |
- Олена Боннер:

| «Я оцінила Павловського за повною його вартістю у 1980 чи 1981 році, коли він давав у ГБ свідчення на Івана Ковальова, сина Сергія Ковальова, та на дружину Івана Ковальова Таню Осипову. Вище я його оцінювати не хочу: для мене він оцінений відтоді»Оригінальний текст (рос.) Я оценила Павловского по полной его стоимости в 1980 или 1981 году, когда он давал в ГБ показания на Ивана Ковалева, сына Сергея Ковалева, и на жену Ивана Ковалева Таню Осипову. Выше я его оценивать не хочу: для меня он оценен с тех пор» |
- Віталій Портников:

| «Для українців має значення лише один факт біографії Павловського – робота на Януковича у 2004 році. Це була спроба здобути перемогу очевидного бандита за допомогою свідомого поділу українського народу. Павловський був не лише архітектором путінського режиму, а й архітектором спроб розділити та знищити свою батьківщину» Оригінальний текст (рос.) «Для украинцев имеет значение только один факт биографии Павловского - работа на Януковича в 2004 году. Это была попытка добиться победы очевидного бандита с помощью сознательного разделения украинского народа. Павловский был не только архитектором путинского режима, но и архитектором попыток разделить и уничтожить свою родину»[18] |

## Прізвиська
- Падловський, Хлів Падловський

## Вебпосилання
- Біографія Павловський (рос.) [Архівовано 22 травня 2011 у Wayback Machine.]
- Інтерв'ю з Павловським у «Голосі Росії», грудень 2010 р.
- Інтерв'ю з Павловським в  The Standard , липні 2011 [Архівовано 11 травня 2016 у Wayback Machine.]
- Інтерв'ю з Павловським в Eurozine січня 2012 року (PDF, 70 кБ)
- gefter.ru [Архівовано 1 листопада 2017 у Wayback Machine.]
- Europe publishing house
- Biography of Pavlovsky
- Article about Pavlovsky on OpenDemocracy.net [Архівовано 7 листопада 2017 у Wayback Machine.]
- Interview with Pavlovsky 2013
- Russia's Who is who
- Biografi Gleb Pavlovsky
- http://ezhe.ru/fri/177/ [Архівовано 14 жовтня 2017 у Wayback Machine.]
- Власти, эмоции и протесты в России. Глеб Павловский о переходе от «управляемой демократии» к неуправляемой.| Гефтер. 01.07.2014 [Архівовано 12 жовтня 2017 у Wayback Machine.] Выступление на конференции в Берлине в мае 2014 года.
- Глеб Павловский [Архівовано 7 листопада 2017 у Wayback Machine.] на радио Эхо Москвы